# Control: The Remixes
Control: The Remixes é o primeiro álbum de remixes da cantora americana Janet Jackson.
Foi lançado em 26 de Janeiro de 1987, pelo selo A&M Records. Com o sucesso de seu álbum Control, a cantora dá continuidade reproduzindo os singles do álbum em versões remixadas. Destaque para os remixes de "When I Think of You" e "Control". O álbum não foi comercializado nos EUA e vendeu aproximadamente 2 milhões de cópias mundialmente.

## Faixas

### Edição Europa
1. "Control" (Video Mix) (Soundtrack to Video of "Control") – 6:02
2. "Nasty" (Extended) – 6:07
3. "Nasty" (Cool Summer Mix Pt. 1) – 7:57
4. "What Have You Done for Me Lately" (Extended Mix) – 6:57
5. "When I Think of You" (Extra Beats) – 2:01
6. "When I Think of You" (Dance Mix) – 6:24
7. "Control" (Acappella) – 3:56
8. "Let's Wait Awhile" (Remix) – 4:36

### Edição UK
1. "Control" (Video Mix) (Soundtrack to Video of "Control") – 6:02
2. "When I Think of You" (Dance Mix) – 6:24
3. "The Pleasure Principle" (Long Vocal) – 7:23
4. "What Have You Done For Me Lately" (Extended Mix) – 7:00
5. "Nasty" (Cool Summer Mix Pt. 2) – 10:09
6. "Let's Wait Awhile" (Remix) – 4:30
7. "Nasty" (Cool Summer Mix Pt. 1) – 7:57
8. "The Pleasure Principle" (Dub Edit) – 4:19

### Edição Japonesa (More Control)
1. "What Have You Done for Me Lately" (Extended Mix) – 7:00
2. "Nasty" (Extended Mix) – 6:00
3. "When I Think of You" (Dance Remix) – 6:25
4. "Control" (Extended Version) – 7:33
5. "What Have You Done for Me Lately" (Dub Version) – 6:35
6. "Nasty" (Cool Summer Mix Pt. 2) – 10:09
7. "When I Think of You" (Instrumental) – 4:00
8. "Control" (Video Mix) (Soundtrack to the Video of "Control") – 6:02
9. "Let's Wait Awhile" (Remix) – 4:30